# Luc Vanwalleghem
Luc Vanwalleghem (7 maart 1961) is een Belgisch voormalig voetballer die speelde als aanvaller.

## Carrière
Luc Vanwalleghem debuteerde in de eerste ploeg van Club Brugge in 1979. Hij speelde 14 wedstrijden in zijn eerste seizoen bij de club. Club Brugge werd dat jaar kampioen en daar had hij ook zijn aandeel in met twee doelpunten. In 1986 verliet hij club en ging hij aan de slag bij RWD Molenbeek.

## Statistieken
| Seizoen   | Club        | Land   | Competitie     | Wedstrijden | Doelpunten |
| --------- | ----------- | ------ | -------------- | ----------- | ---------- |
| 1979-1980 | Club Brugge | België | Jupiler League | 14          | 2          |
| 1980-1981 | Club Brugge | België | Jupiler League | 19          | 5          |
| 1981-1982 | Club Brugge | België | Jupiler League | 19          | 0          |
| 1982-1983 | Club Brugge | België | Jupiler League | 32          | 2          |
| 1983-1984 | Club Brugge | België | Jupiler League | 12          | 0          |
| 1984-1985 | Club Brugge | België | Jupiler League | 3           | 0          |
| 1985-1986 | Club Brugge | België | Jupiler League | 8           | 0          |
| Totaal    | Totaal      | Totaal | Totaal         | 109         | 9          |